# Le Tombeau de Ravel
Pour les articles homonymes, voir Le Tombeau de Ravel (homonymie).
Le Tombeau de Ravel, valse-caprice pour clarinette ou alto et piano, est une œuvre d'Arthur Benjamin, composée en 1957 en hommage à Maurice Ravel et à sa composition Le Tombeau de Couperin.
Le Tombeau de Ravel a été écrit en 1957 pour alto et piano, pour l'altiste écossais William Primrose. Arthur Benjamin a ensuite demandé au clarinettiste britannique Gervase de Peyer d'adapter la partie solo pour la clarinette. Comme le note le compositeur dans la préface : « Afin de rendre l'œuvre caractéristique de la clarinette ou de l'alto, on remarquera qu'il existe de nombreuses différences (dans le travail de passage surtout) entre les deux. On ne peut donc pas dire que l'une soit une transcription de l'autre ». L'œuvre a été créée par Gervase de Peyer en 1957 ou 1958 au Wigmore Hall de Londres , en Angleterre.
La partition est publiée chez Boosey & Hawkes en 1958. Il est nécessaire d'apporter quelques correctifs connus à cette édition.

## Analyse
L'œuvre est en forme de variation, avec six valses présentant une palette brillante et variée d'humeurs. Comme son titre l'indique, on y retrouve des réminiscences du compositeur Maurice Ravel, notamment à travers son harmonie et ses effets rythmiques.
- Introduzione: Allegro molto
- Valse-caprice 1: Poco lento
- Valse-caprice 2: Presto, volante
- Valse-caprice 3: Andante, semplice
- Valse-caprice 4: Allegro, Vigoroso
- Valse-caprice 5: Allegretto, preciso
- Valse-caprice 6: Lento, intimo
- Finale: Non troppo allegro

Le Tombeau de Ravel offre des défis avec des passages délicats, des staccatos répétés et une large gamme dynamique. Il y a très peu de pauses dans la partie de clarinette, ce qui nécessite une forte endurance.
Albert Rice a réalisé une analyse générale de l'œuvre.

## Enregistrements
La pièce dispose de nombreux enregistrements à la clarinette ou à l'alto.
- Gervase de Peyer, Clarinet Recital avec Gervase de Peyer (clarinette) & Cyril Preedy (piano), enregistré à Londres en 1960, (Éloquence ELQ4822851, 2017[a])
- Un récital de musique française , Saint-Saëns, Debussy, Benjamin, Milhaud, Poulenc avec Christian Roca (clarinette), Laurence Pellet (piano), (RP1199, 2000)